# Stereogum
Stereogum (Stereogum.com) est un des tout premiers blogs MP3. Il a été créé par Scott Lapatine en janvier 2002 avec comme ligne éditrice l'actualité de la musique rock indépendant et alternatif.
Le nom Stereogum provient des paroles de la chanson Radio #1 de l'album 10 000 Hz Legend du groupe français Air.
En 2006, le site reçut un afflux de capitaux grâce aux investissements de Bob Pittman, via sa société The Pilot Group. En novembre 2007, le site a été racheté par Spin Media (en) qui décida de lancer Videogum, un site-frère consacré au cinéma, télévision et vidéo.

## Reconnaissance et récompenses
- PLUG Independent Music Awards (en) 2008 du meilleur blog musical
- inclus dans la liste Powergeek 25 2008 du magazine Blender
- inclus dans la liste des meilleurs sites musicaux 2008 du magazine Entertainment Weekly
- honoré lors des Webby Awards 2010 dans la catégorie musique
- Omma Award du meilleur site musique/divertissement

## Éditeur musical
Stereogum est à l'origine de la sortie digitale de plusieurs disques, notamment des albums tributes.
| Date         | Titre    | Tribute                           | Principaux artistes participant                                                                                         | Notes |
| ------------ | -------- | --------------------------------- | --- | --- |
| Juillet 2007 | OKX      | Radiohead - OK Computer           | Vampire Weekend, Cold War Kids, Marissa Nadler, Chris Walla, Chris Funk                                                 | à l'occasion du 10e anniversaire de la sortie de OK Computer                                                |
| 2007         | Drive XV | R.E.M. - Automatic for the People | Rogue Wave, Meat Puppets, Sara Quin, Dr. Dog, Blitzen Trapper, Amanda Palmer, You Say Party! We Say Die!, Frida Hyvönen | à l'occasion du 15e anniversaire de la sortie d'Automatic for the People                                    |
| 2008         | Enjoyed  | Björk - Post                      | Liars, Dirty Projectors, High Places, Atlas Sound, No Age, Xiu Xiu                                                      | à l'occasion du 15e anniversaire de la sortie de Debut, premier album de Björk en solo après The Sugarcubes |
| Juillet 2011 | Stroked  | The Strokes - Is This It?         | Real Estate, Austra, Peter Bjorn and John, The Morning Benders, Owen Pallett                                            | à l'occasion du 10e anniversaire de la sortie de Is This It?                                                |

De plus, Stereogum a sorti, entre 2006 et 2009, une compilation annuelle de mashup, en collaboration avec Team 9 (en). Ces compilations s'appellent MySplice et sont numérotées de 1 (2006) à 4 (2009).

## Listes
Stereogum publie chaque année une liste des 50 meilleurs albums de l'année.
| Année          | Artiste           | Album                             | Nationalité |
| -------------- | ----------------- | --------------------------------- | ----------- |
| 2013           | Kanye West        | Yeezus                            | États-Unis  |
| 2012           | Fiona Apple       | The Idler Wheel... (en)           | États-Unis  |
| 2011           | Girls             | Father, Son, Holy Ghost (en)      | États-Unis  |
| 2010           | Kanye West        | My Beautiful Dark Twisted Fantasy | États-Unis  |
| 2009           | Animal Collective | Merriweather Post Pavilion        | États-Unis  |
| 2008           | Fleet Foxes       | Fleet Foxes                       | États-Unis  |
| 2007           | Radiohead         | In Rainbows                       | Royaume-Uni |
| Décennie 00-10 | Radiohead         | Kid A                             | Royaume-Uni |